# قهوة تركية
القهوة التركية هو نوع من القهوة تُعد باستخدام حبوب البن المطحونة بدقة شديدة دون تصفية.
تشير القهوة التركية إلى طريقة لتخمير البن المطحون جيدًا. يمكن استخدام أي حبة قهوة؛ تعتبر أصناف البن العربي هي الأفضل، ولكن يتم أيضاً استخدام روبوستا أو مزيج منهما. يجب طحن الحبوب إلى مسحوق ناعم جداً، والذي يترك في القهوة عند تقديمه. قد يتم طحن القهوة في المنزل في مطحنة يدوية مصنوعة للطحن الدقيق جدًا (المطاحن الكهربائية المنزلية غير مناسبة) أو طحنها لطلب تجار القهوة في معظم أنحاء العالم أو شراؤها جاهزة من العديد من المتاجر.
على الرغم من أن كلمة قهوة ذات أصل عربي، إلا أن ثقافة المقاهي قد ظهرت أيام الدولة العثمانية حينما كانت هذه هي الطريقة الرائجة لتحضير القهوة.

## نبذة تاريخية

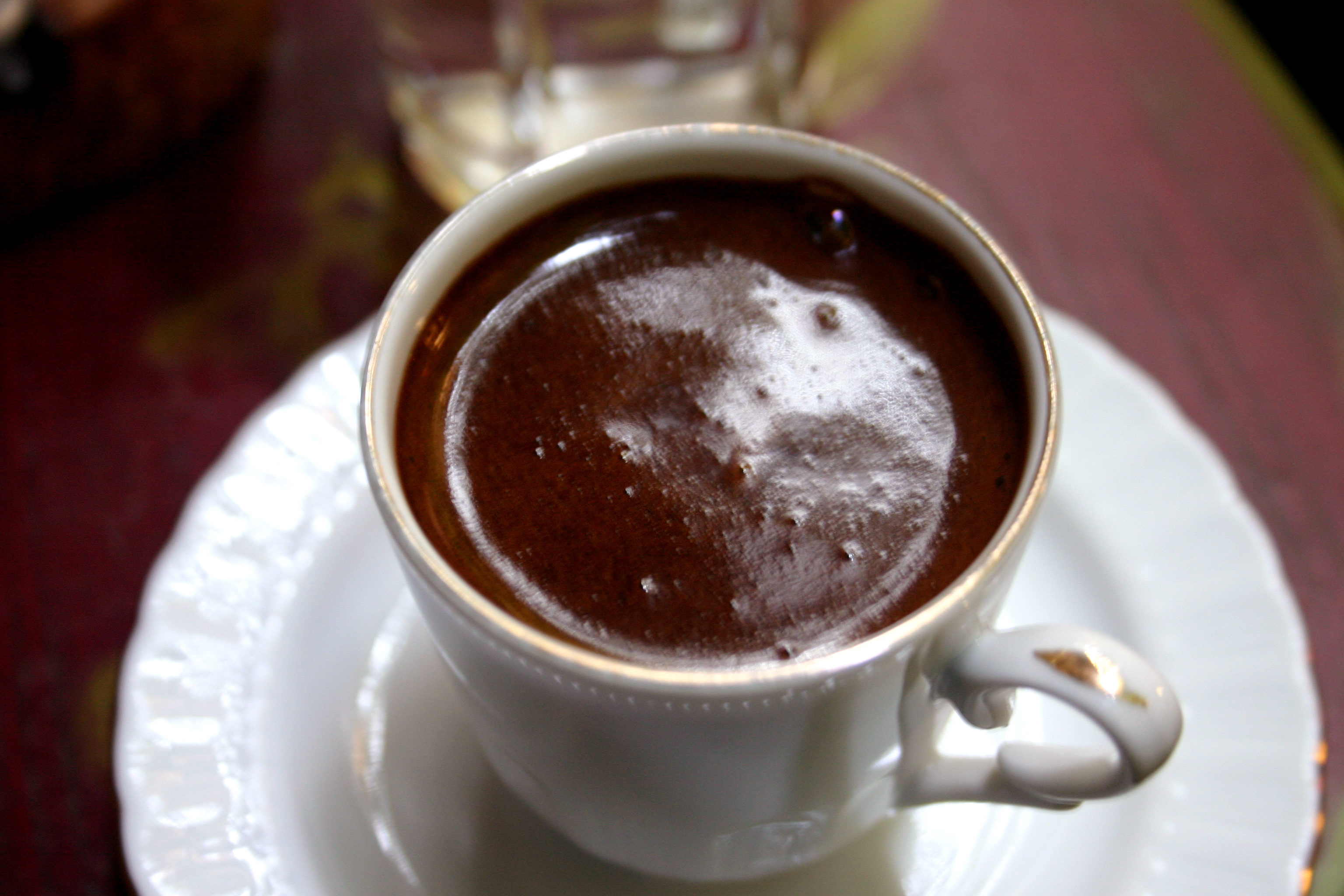
فنجان قهوة تركية

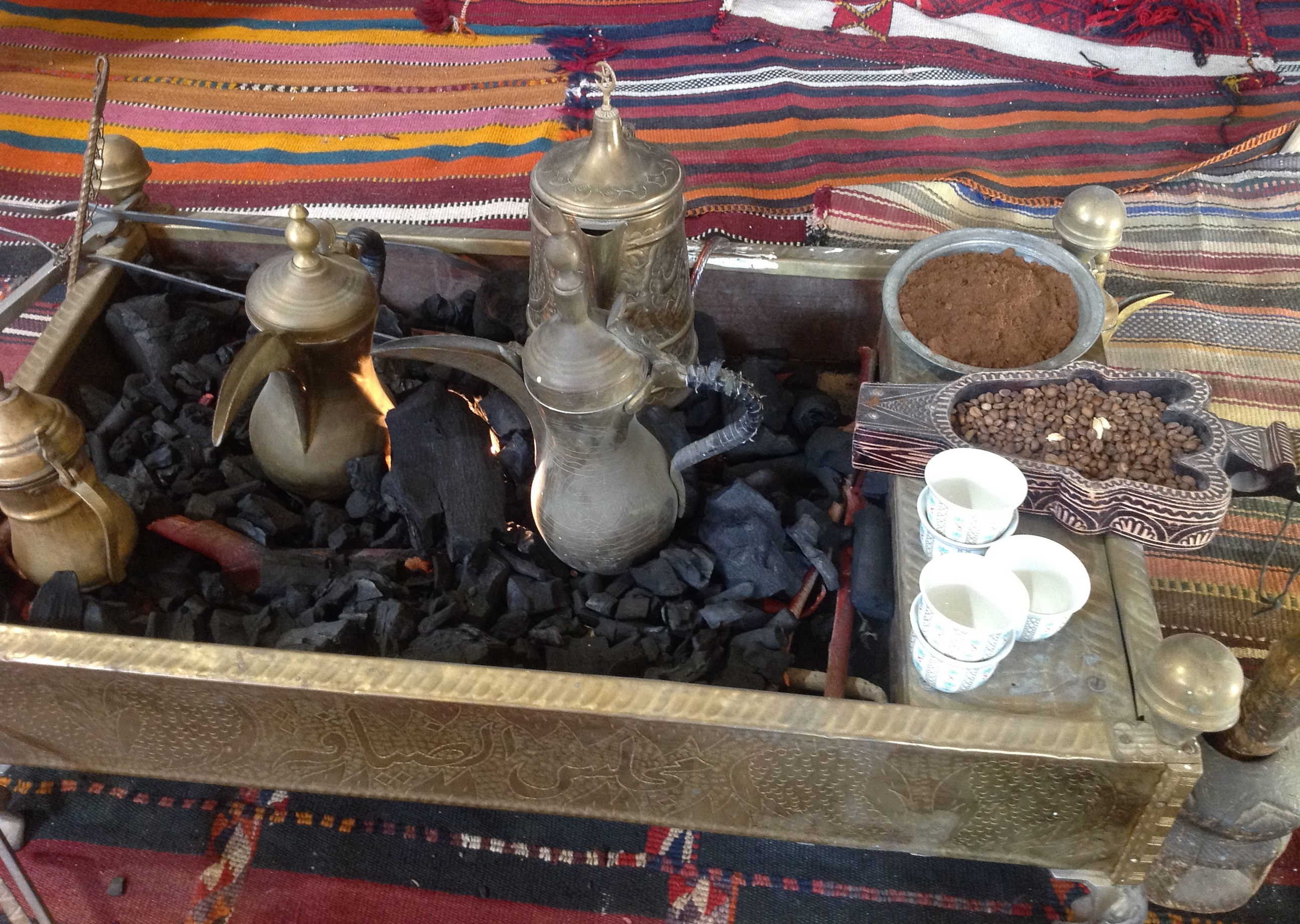
أواني القهوة التركية في الأردن

ظهرت القهوة التركية لأول مرة في الإمبراطورية العثمانية في القرن السادس عشر في عهد سليمان القانوني السلطان العثماني في القرن الرابع عشر، عن طريق والى اليمن وقتها أوزديمير باشا، فولع بها البلاط الملكي وتفننوا في تحضيرها وتقديمها وفي ظل التفسيرات الصارمة للقرآن، اعتبرت القهوة القوية مخدراً وكان استهلاكها ممنوعاً. بسبب الشعبية الهائلة للمشروب، رفع السلطان هذا الحظر في النهاية لدرجة أنهم إستحدثوا منصب جديد في القصر وهو منصب معد القهوة يهتم بتفاصيل القهوة للسلطان ويشرف عليها.

وصلت القهوة إلى العامة وارتبطت بالمناسبات الاجتماعية والقومية وأصبحت جزء من الثقافة التركية، وفتح أول مكان عام لشرب القهوة في إسطنبول في نصف القرن الخامس عشر، من شخص ينادي بالحكم، وسيدة تدعى شمس، تجمع هناك الاعيان والمثقفين يشربون القهوة، ويتحدثون في الأمور العامة والسياسية.

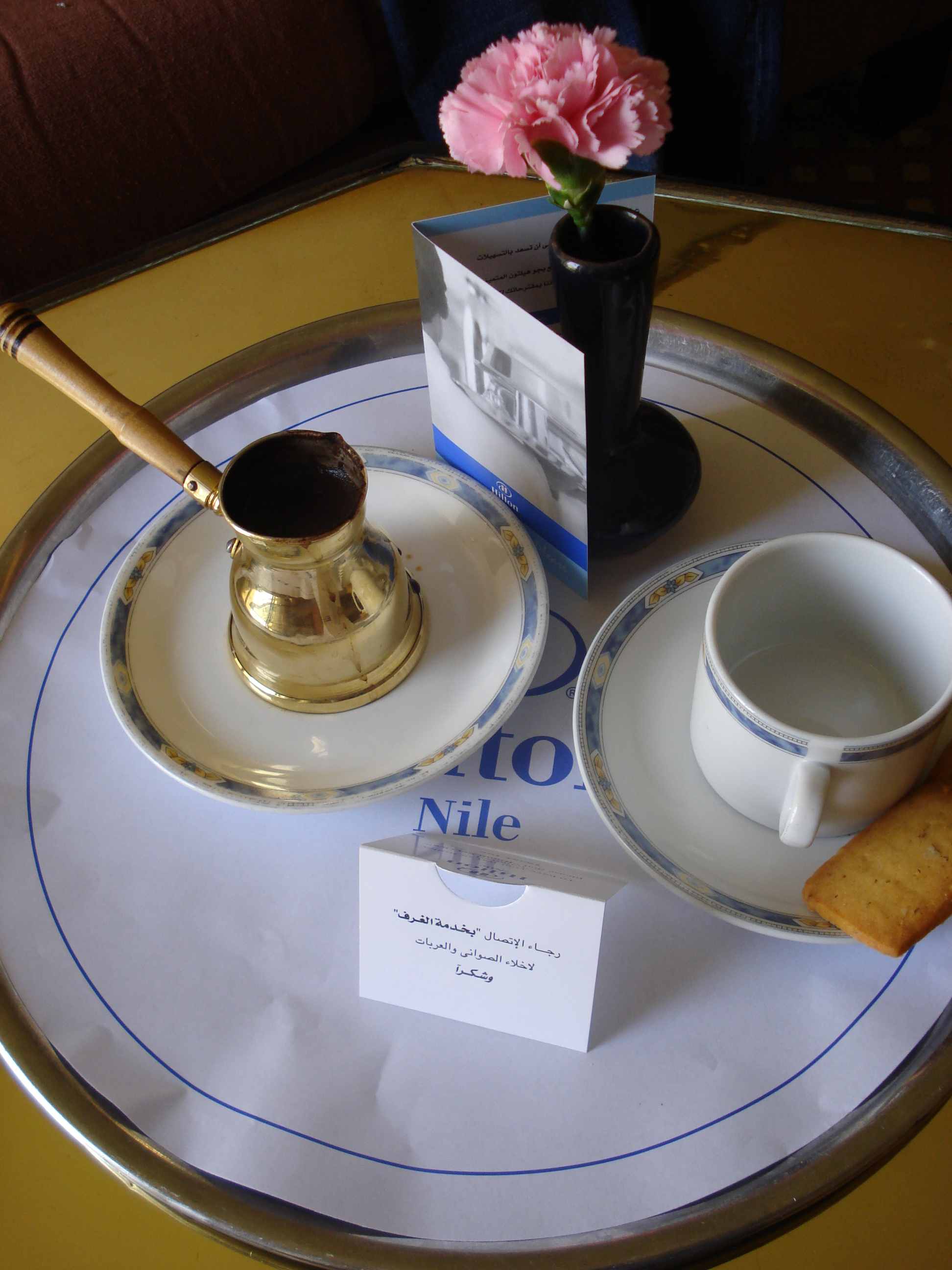
قهوة تركية- الصورة في القاهرة

وصلت ثقافة القهوة التركية إلى بريطانيا وفرنسا من منتصف إلى أواخر القرن السابع عشر. افتتح يهودي عثماني أول مقهى في بريطانيا في منتصف القرن السابع عشر. في ثمانينيات القرن السادس عشر، حيث ورد أن السفير التركي في فرنسا أقام حفلات فخمة لنخبة المدينة حيث كان العبيد الأفارقة يقدمون القهوة للضيوف في فنجان الخزف على صحون ذهبية أو فضية.

## طريقة تحضير القهوة التركية
تُصنع القهوة التركية عن طريق إضافة مسحوق القهوة للماء والسكر في العادة حتى يغلي في إناء خاص يسمى ركوة في تركيا، وغالبًا ما يُطلق عليه اسم ابريق في مكان آخر. بمجرد أن يبدأ الخليط في الرغوة، وقبل أن يغلي، يُرفع عن النار؛ يمكن إعادة تسخينه لفترة وجيزة مرتين إضافيتين لزيادة الرغوة المطلوبة. في بعض الأحيان يتم توزيع حوالي ثلث القهوة على أكواب فردية؛ يتم إرجاع الكمية المتبقية إلى النار وتوزع على الكؤوس بمجرد أن تغلي.
يضاف السكر إلى القهوة التركية أثناء التخمير، لذلك يجب تحديد كمية السكر عند تحضير القهوة. قد يتم تقديمه غير محلى ((بالتركية: sade kahve)‏) بسكر قليل أو معتدل ((بالتركية: orta şekerli)‏)، أو حلو ((بالتركية: tatlı)‏). والنكهة في بعض الأحيان مع الهيل،  المصطكي، سحلب،  أو العنبر. يتم نقل الكثير من مسحوق القهوة المطحونة من "cezve" إلى الفنجان؛ في الكوب، يستقر البعض في القاع ولكن يظل الكثير معلقًا ويتم تناوله مع القهوة.

## طريقة التقديم
يتم تقديم القهوة بشكل تقليدي في نوع خاص من فنجان الخزف الصغير يسمى (بالتركية: kahve finjan)‏.وهي فناجين صغيرة ذات يد يستقر في قعرها حثل القهوة وصحن صغير، وتعدّ فناجين القهوة التركية الأكثر شهرة في زخرفتها. وأكثر مايميز القهوة التركية هو ذلك الوجه الذي يظهر على السطح، ويسمونه في بعض الدول العربية (الوش) وهو عبارة عن الرغوة التي تطفو على سطح الإبريق عند الغليان. هذه الطريقة لتحضير القهوة معروفة في الشرق الأوسط وشمال أفريقيا والقوقاز والبلقان.غالبًا ما يتم تقديم القهوة مع شيء صغير وحلو للأكل، مثل البهجة التركية.

## القهوة التركية في الثقافة العامة

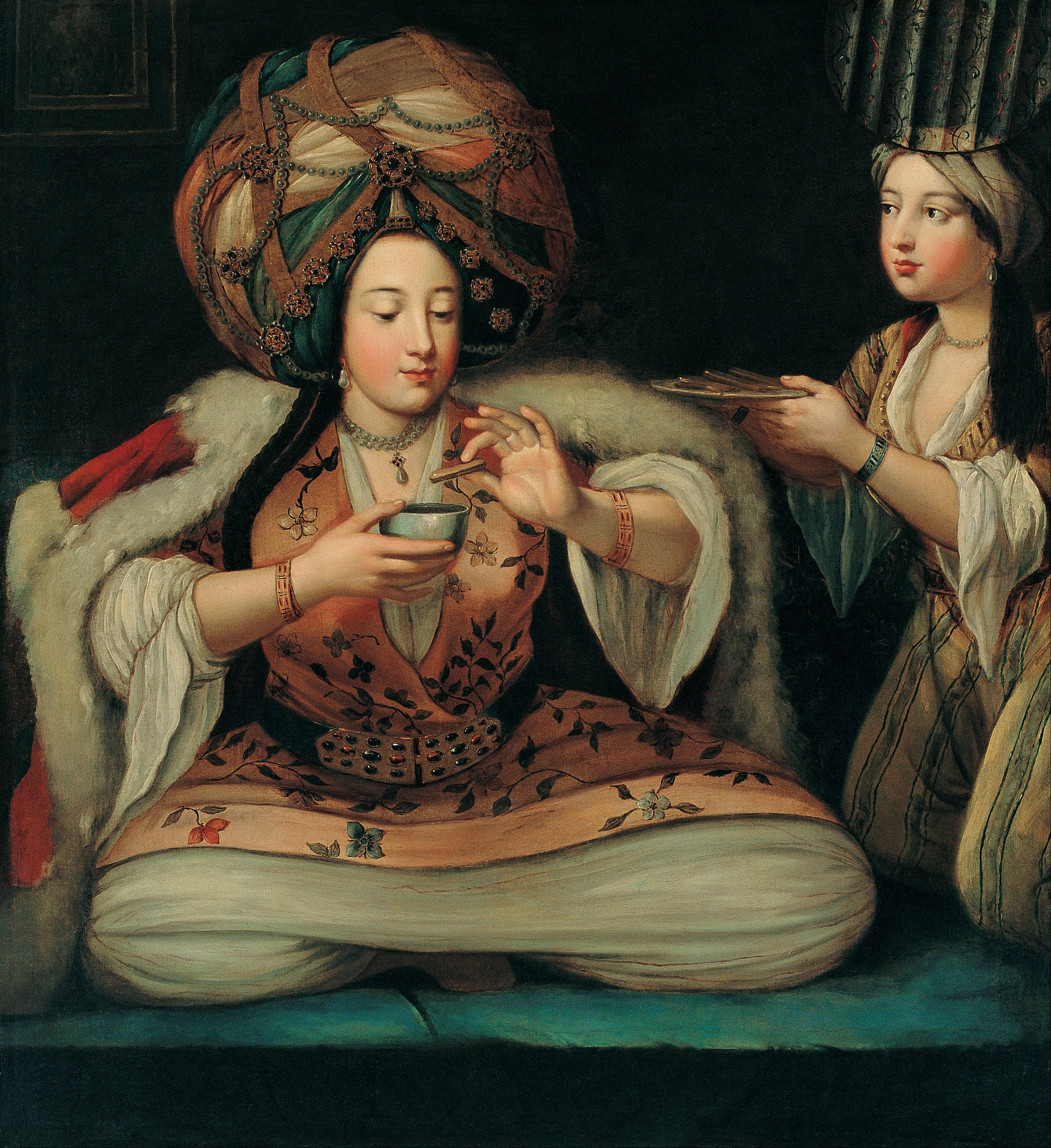
الاستمتاع بالقهوة، الرسم بواسطة فنان غير معروف. متحف بيرا، اسطنبول.

### قراءة الطالع
تُستخدم أحياناً البقايا التي تُترك بعد شرب القهوة التركية، وهي ممارسة تُعرف باسم تاسيوغرافي. حيث يُقلب الكوب إلى الصحن ليبرد، ويتم تفسير أنماط الخطوط بناءً على نوع القهوة المطحونة.

### الأعراس التركية
إضافة إلى كونها مشروباً يومياً، تعدّ القهوة التركية أيضاً جزءاً من عادة الزفاف التركية التقليدية. تمهيداً للزواج، يجب على والدي العريس (في حالة عدم وجود والده وأمه وأحد كبار السن من أفراد أسرته) زيارة عائلة الفتاة الصغيرة لطلب يد العروس والحصول على بركات والديها على الزواج القادم. خلال هذا الاجتماع، يجب على العروس تحضير القهوة التركية وتقديمها للضيوف. بالنسبة لقهوة العريس فإن العروس في بعض الأحيان تضع الملح بدلاً من السكر لمعرفة شخصيته، فإذا شرب العريس قهوته دون أي علامة استياء، فهذا يجعل العروس تفترض أن العريس يتمتع بمزاج جيد وصبور. نظراً لأن العريس يأتي بالفعل كطرف متطلب إلى منزل الفتاة، ولكن هذه العادة تحولت إلى طقس طريف منتشر أكثر من كونها تبحث في شخصية العريس.

## القهوة التركية حول العالم

### أرمينيا
هذا النوع من القهوة هو معيار للأسر الأرمنية. حيث قدّم الأرمن القهوة إلى كورفو عندما استقروا في المنطقة، وتُعرف باسم «القهوة الشرقية» بسبب أصلها الشرقي. وقد افتتح أحد الأرمن مقهى في أوروبا عام 1674، في الوقت الذي أصبحت فيه القهوة رائجة لأول مرة في الغرب.
لا يزال مصطلح «القهوة التركية» مستخدماً في العديد من اللغات ولكن باللغة الأرمنية يفضل الأرمن استخدام تسمية (Haykakan soorj) (بالأرمينية: հայկական սուրճ، القهوة الأرمنية المضيئة)، أو (Sev soorj، القهوة السوداء)، في إشارة إلى التحضير التقليدي الذي يتم بدون حليب أو مبيض. وإذا كانت القهوة غير محلاة تسمى (soorj arants shakari)، ولكن الأكثر شيوعاً هو تحضيرها مع قليل من السكر الطبيعي. كما يقدم الأرمن أحياناً طبق بقلاوة إلى جانب القهوة.

### جمهورية التشيك وسلوفاكيا وبولندا وليتوانيا
يحظى المشروب المسمى (turecká káva أو turek) بشعبية كبيرة في جمهورية التشيك وسلوفاكيا، ولكن مع ظهور قهوة الاسبريسو بدأت هذه القهوة في الاندثار حتى أصبحت لا تقدم في المقاهي، ولكن يتم تحضيرها في الحانات والأكشاك وفي المنازل. ويختلف الشكل التشيكي والسلوفاكي للقهوة التركية عن القهوة التركية في تركيا أو العالم العربي أو دول البلقان حيث لا يتم استخدام الإبريق المخصص لذلك؛ بدلاً من ذلك، وتحضر بنفس الطريقة في ليتوانيا وبولندا.

### اليونان
كان يشار إلى القهوة التركية في اليونان سابقاً ببساطة باسم «التركية» (τούρκικος). لكن التوترات السياسية مع تركيا في الستينيات أدت إلى تغيير التعبير ودعوتها «القهوة اليونانية» (ελληνικός καφές)، توترت العلاقات اليونانية التركية على جميع المستويات، وأصبحت «القهوة التركية» «قهوة يونانية» عن طريق استبدال كلمة يونانية بأخرى مع ترك الكلمة المستعارة العربية على حالها لعدم وجود معادل يوناني لها. كما كانت هناك حتى حملات إعلانية للترويج لاسم «القهوة اليونانية» في التسعينيات.

### منطقةالبلقان
في البوسنة والهرسك، يُطلق على القهوة التركية أيضًا اسم «القهوة البوسنية» (البوسنية:bosanska kahva)، والتي تُصنع بشكل مختلف قليلاً عن نظيرتها التركية. أما الاختلاف عن الطريقة التركية هو أنه عندما يصل الماء إلى نقطة الغليان، يتم الاحتفاظ بكمية صغيرة جانباً لوقت لاحق، عادةً في فنجان قهوة. ثم تُضاف القهوة إلى الإبريق (džezva)، ويُضاف الماء المتبقي في الكوب إلى الإناء. يُعاد كل شيء إلى مصدر الحرارة ليصل إلى نقطة الغليان مرة أخرى، الأمر الذي يستغرق بضع ثوانٍ فقط لأن القهوة ساخنة جداً بالفعل. ويعتبر شرب القهوة في البوسنة عادة يومية تقليدية خلال التجمعات الاجتماعية.